# Sečovská Polianka
Sečovská Polianka é um município da Eslováquia, situado no distrito de Vranov nad Topľou, na região de Prešov. Tem 22,1 km² de área e sua população em 2018 foi estimada em 2.764 habitantes.

## Demografia
| Ano:        | 1994 | 2004   | 2014   | 2024   |
| ----------- | ---- | ------ | ------ | ------ |
| Broj ljudi: | 2560 | 2666   | 2780   | 2619   |
| Razlika:    |      | +4,14% | +4,27% | -5,79% |

| Ano:               | 2023 | 2024   |
| ------------------ | ---- | ------ |
| Número de pessoas: | 2644 | 2619   |
| Diferença:         |      | -0,94% |